# Битва на Сабісі
Битва на Сабісі — битва між племенами белгів під проводом Бодуогната і вісьмома римськими легіонами Гая Юлія Цезаря, що відбулося в 57 році до н. е. на річці Сабіс.

## Передісторія
Після битви на Аксоні Цезар рушив на столицю суессіонів Новіодун. Захисники міста були вражені облоговими вежами римлян і здали місто без бою. Також без опору римляни зайняли головне місто белловаки Братустаній. Після цього Цезар повернув в землі нервів і зупинився в 10 милях від річки Сабіс, де розбив табір. За річкою розташувалися нерви і сусідні племена атребати і віромандуї, також вони очікували підкріплення від племені адуатуків.

## Хід битви
Так як Цезар наближався до ворога, то вперед він вислав кінноту, слідом він вів шість легіонів (VII, VIII, IX, X, XI і XII). Замикали колону XIII і XIV легіони, які прикривали обоз, що їхав попереду них.
Нерви під командуванням Бодуогната, а також віромандуї і атребати, засіли в гущавині дерев в 200 футів від східного берега. На відкритому просторі між берегом і лісом вони виставили кілька кінних постів.
Римські вершники разом зі стрілками і пращниками перейшли через річку і зав'язали бій з кіннотою белгів. Белги то відступали до лісу, то знову нападали. Однак, як тільки вони помітили обоз, вони всією масою вискочили з лісу, зім'яли римську кінноту, перейшли річку і напали на облаштований табір римлян. Белги застали їх зненацька, але, незважаючи на це, римляни встигли вишикуватися в бойовий порядок.
На лівому фланзі римлян X і IX легіони боролися проти атребатів. Римлянам вдалося збити противника в річку, після чого вони почали переслідування і багатьох переправлених на інший берег атребатів перебили. Однак самі легіони не стали форсувати річку, чим скористалися белги. Вони повернули на римлян, відновили бій, але були звернені у втечу.
У центрі XI і VIII легіони боролися проти віромандуїв. Римлянам вдалося їх збити з височини, після чого бій продовжився біля берега річки. Але внаслідок цього майже весь римський табір по фронту і на лівому фланзі був голий, тільки на правому фланзі стояли XII і VII легіони. Цим скористалися нерви, які кинулися до цього пункту. Частина з них стала обходити легіони з незахищеного боку, а інша рушила на табір. Не маючи можливості перегрупуватися, римляни могли тільки утримувати свої позиції. Через військових трибунів Цезар наказав легіонам з'єднатися, зробити поворот і перейти в наступ. Тим часом XIII і XIV легіони, що прикривали обоз, при звістці про битву прискореним маршем попрямували туди.
На лівому фланзі X легіон форсував річку і захопив табір белгів. Тим часом нерви увірвалися в табір римлян. Побачивши це з пагорба, Тит Лабієн послав на допомогу X легіон. З його приходом ситуація повністю змінилася. Римляни перейшли в наступ і майже повністю перебили всіх нервів.
Підкріплення від адуатуків нерви так і не дочекалися. Дізнавшись про перемогу римлян, адуатуки повернулись в свої землі. Незабаром вони також були підкорені Цезарем.

## Наслідки
Перемога в битві дозволила Цезарю підкорити племена белгів і встановити контроль над їхніми землями.